# Wassili Pawlowitsch Mischin
Wassili Pawlowitsch Mischin (russisch Василий Павлович Мишин; * 5. Januarjul. / 18. Januar 1917greg.; † 10. Oktober 2001 in Moskau) war sowjetischer Wissenschaftler und Raketenpionier.
Mischin war einer der ersten sowjetischen Raketenfachleute, der die deutschen V2-Fabriken am Ende des Zweiten Weltkrieges besichtigen durfte. Als Stellvertreter Sergei Pawlowitsch Koroljows arbeitete er an den ersten sowjetischen Interkontinentalraketen und am Sputnik- und Wostok-Programm.
Nach dem Tod Koroljows 1966 wurde Mischin die Leitung über das Konstruktionsbüro OKB-1 übertragen, das zu dieser Zeit in ZKBEM (Zentrales Konstruktionsbüro für Experimentalen Maschinenbau) umbenannt wurde. Es gelang ihm jedoch nicht, das sowjetische Ziel, einen Menschen mit der N1-Rakete auf den Mond zu bringen, zu verwirklichen. Alle vier Testflüge in den Jahren 1969, 1971 und 1972 schlugen fehl. Mischin wurde als Leiter des ZKBEM 1974 von Walentin Petrowitsch Gluschko abgelöst. Das Mondflugprogramm war im Vergleich zur US-amerikanischen Mission unterfinanziert.
Mischin promovierte 1956, seit 1957 war er Dozent an der Moskauer Lomonossow-Universität, 1959–1991 war er daneben Leiter des Lehrstuhls für Projektierung und Konstruktion von Flugapparaten des MAI (Moskauer Staatliches Luftfahrtinstitut).
Seit 1966 war Mischin Mitglied der Russischen Akademie der Wissenschaften.
Für seine Arbeit am sowjetischen Weltraumprogramm wurde ihm der Orden „Held der sozialistischen Arbeit“ verliehen.

## Auszeichnungen und Ehrungen
- Orden des Roten Sterns (1945)[2]
- dreimal Leninorden (1956, 1961, 1967)[2]
- Held der sozialistischen Arbeit (1956)[2]
- Leninpreis (1957)[2]
- Koroljow-Goldmedaille (1967)[2]
- Schuchow-Goldmedaille (1996)[2]